# منصاف (روستا)
 منصاف  به عربی ( الَمَنصاف  )، روستایی است در در عزلهٔ (بنی خضر السهمان)، در ناحیهٔ (قری خولان العالیة الجنوبیة)، از توابع استان ذَمار در کشور یمن در شبه جزیره عربستان.

## جمعیت
جمعیت آن (۱۶۹) نفر (۶ خانوار) می‌باشد.